# 불암사

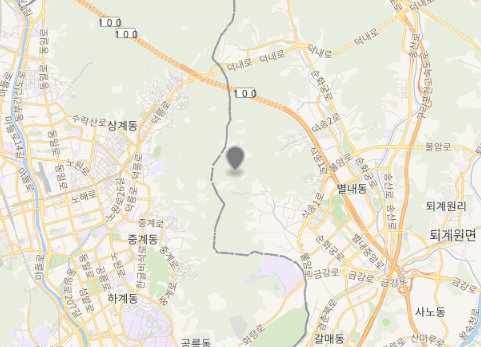
불암사 위치

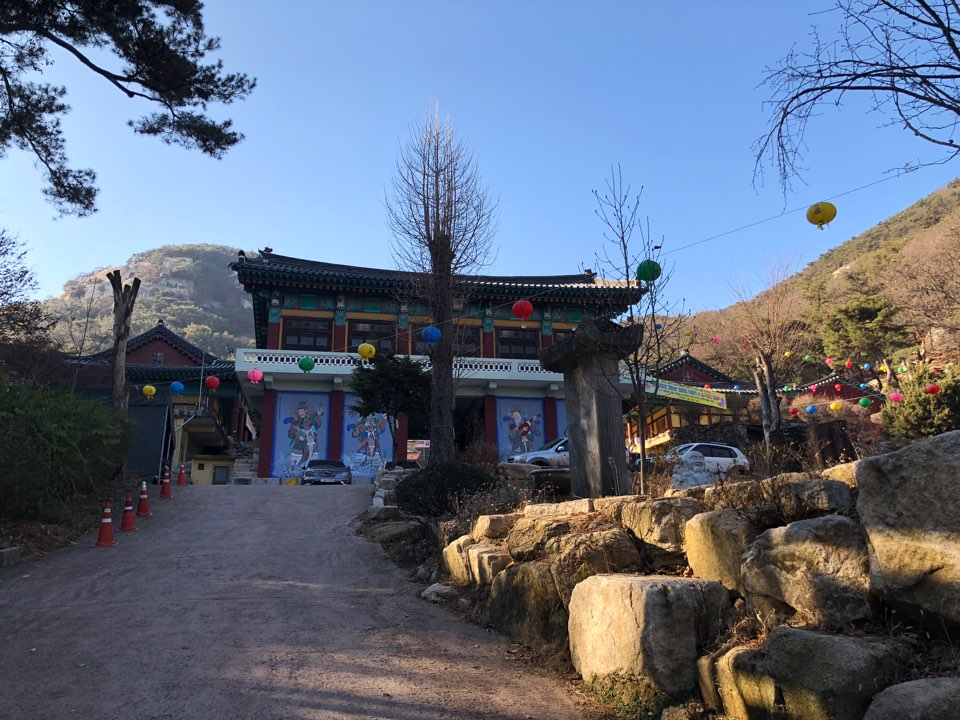
불암사

불암사(佛巖寺)는 경기도 남양주시 별내동에 있는 대한불교조계종 소속 사찰이다. 

## 개요
불암산에 뿌리를 튼 불암사는 보물 제591호로 지정된 석씨원류 목판으로 유명하다. 석씨원류 목판이란 석가의 일대기나 전법제자들의 행적을 목판에 새긴 것으로, 1673년 승려 지십이 불 암사에서 《석씨원류응화사적책판》이란 책을 펴낼 때 제작하였다. 자작나무판을 사용하였으며 양 끝에 나무를 끼워 나무판의 뒤틀림을 방지한 것으로 조선 판본의 우수성을 증명하고 있다. 불암사는 다양한 불교유적으로도 유명하다. 경기도 유형문화재 제53호로 지정된 불암사경 판과 영조7년(1731)에 만들어진 천보산 불암사 사적비를 사찰에서 만나볼 수 있다. 절 뒤 암 벽에는 근래에 조각된 마애삼존불이 있다. 경내에는 1989년 태국과 스리랑카에서 가져온 부 처 사리를 모신 진신사리보탑이 있다. 절 입구에 있는 비석에 따르면, 신라 후기 헌덕왕 16년(824) 지증대사(智證大師)가 창건하였고, 도선(道詵)이 중창하였으며, 무학(無學)이 삼창하였다. 그 뒤 성종 때 중건하고, 영조 52년(1776)에 거의 폐사 상태에 이른 것을 명종이 크게 중수하였다. 철종 6년(1855)에 보 성(寶性)·춘봉(春峯)·혜월(慧月) 등이 중수하였으며, 1910년 독성각·산신각·동축당이 창건되었다. 1991년 관음전이 소실되었으나 1992년에 중건하였고, 1994년에는 일주문을 세워 오늘에 이르고 있다.

## 연혁
대한불교조계종 제25교구 본사인 봉선사(奉先寺)의 말사이다. 서울근교 사대명찰 중의 하나로서, 세조 때 왕성 사방에 왕실의 원찰(願刹)을 하나씩 정할 때 동불암(東佛巖)으로 꼽혔던 곳이다.
절 입구 제월루(霽月樓) 앞에 세워져 있는 천보산불암사사적비(天寶山佛巖寺事蹟碑)에 의하면, 824년(헌덕왕 16) 희양산문(曦陽山門)을 일으켰던 지증대사(智證大師)가 창건하였고, 도선(道詵)이 중창하였으며, 무학(無學)이 삼창하였다.
그 뒤 성종 때 중건하였고, 1782년(정조 6) 서악(西岳)이 보광명전과 관음전을 중수하고 제월루(霽月樓)를 다른 곳으로부터 이건하였다. 1855년(철종 6)에 보성(寶性)·춘봉(春峯)·혜월(慧月) 등이 중수하였으며, 1910년 독성각·산신각·동축당(東竺堂)이 창건되었다.
1959년에는 만허(滿虛)가 칠성각을 지었고, 1989년에는 태국과 스리랑카에서 각각 3과와 4과의 진신사리를 모셔와 진신사리보탑을 세워 봉안하였다. 1991년 관음전이 소실되었으나 1992년에 중건하였고, 1994년에는 일주문을 세워 오늘에 이르고 있다.
현존하는 당우로는 금당(金堂)인 대웅전을 비롯하여 제월루·관음전·칠성각·경판고(經板庫)·일주문·요사 등이 있다. 문화재로는 보물 제591호로 지정된 석씨원류응화사적책판(釋氏源流應化事蹟冊板) 212매의 목판이 있다.
1638년(인조 16)에 왕명으로 역대 승려의 법통을 이어온 것을 판각한 것으로, 고창 선운사(禪雲寺)와 이 절에만 보존되어 있는 귀중본이다. 이 밖에 경기도유형문화재 제53호로 지정된 379매의 경판 중 언해판 4종이 포함되어 있다.
최근 절 뒤 암벽에 조각한 마애삼존불은 조각솜씨가 우아하다. 부속암자로는 창건연대는 비슷한 약 150년 전에 중건된 석천암(石泉庵)이 있다. 호인상(好人像)이 특이한 마애불이 있으며, 석간수 또한 유명하다.

## 소장 문화재

### 보물
- 남양주 불암사 목조관음보살좌상 - 보물 제2003호

### 경기도 유형문화재
- 남양주 불암사 경판 - 경기도 유형문화재 제53호
- 남양주 불암사 괘불도 - 경기도 유형문화재 제315호
- 남양주 불암사 석가삼존십육나한도 - 경기도 유형문화재 제345호
- 남양주 불암사 목조석가여래좌상 - 경기도 유형문화재 제348호

## 참고 문헌
- 전통사찰총서 (사찰문화연구원, 1995)
- 명산고찰 따라 (이고운·박설산, 보림사, 1982)
- 한국사찰전서 (권상로 편, 동국대학교출판부, 1979)